# Blautopf
Koordinaten: 48° 24′ 58″ N, 9° 47′ 2″ O

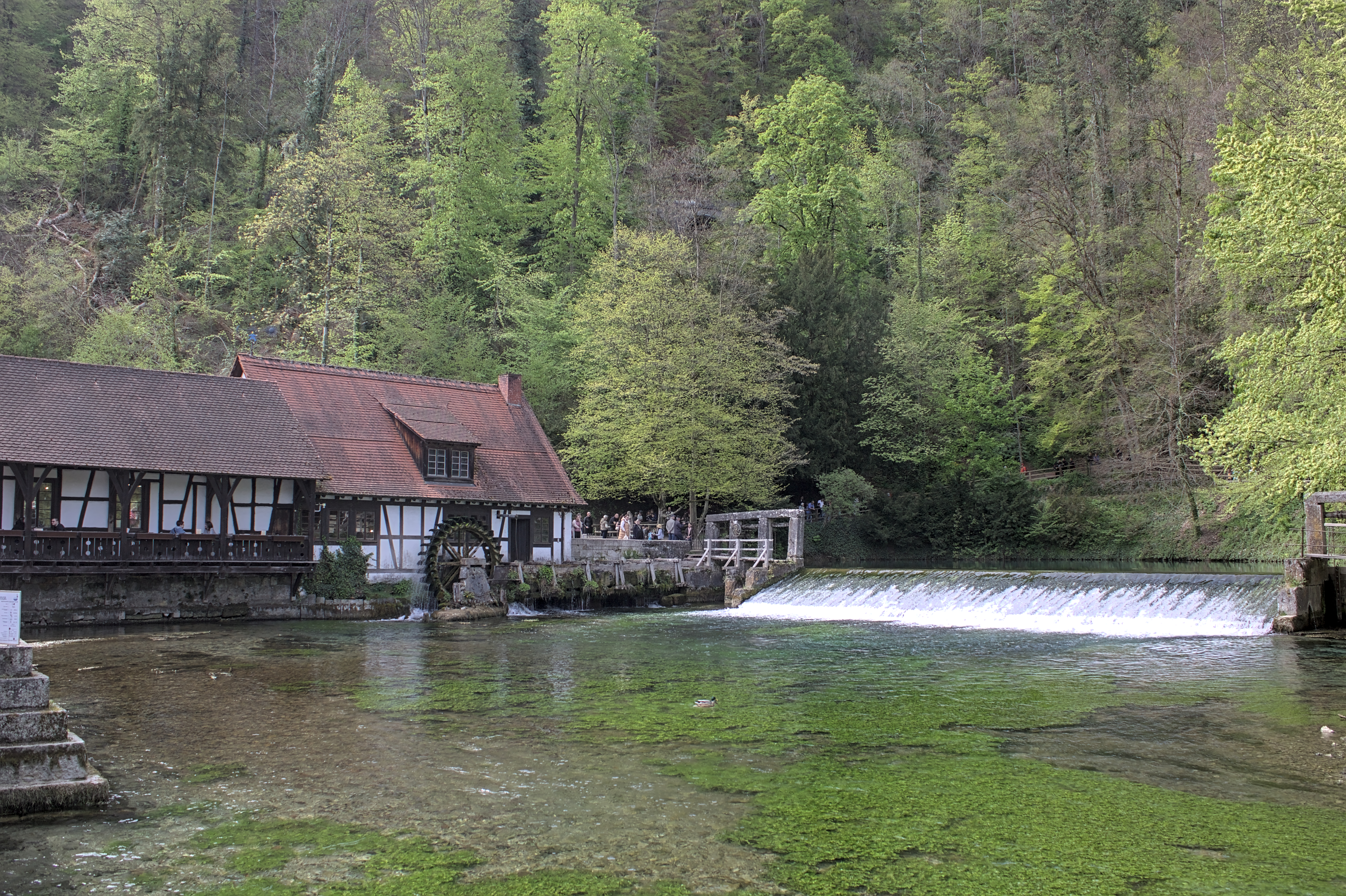
Abfluss des Blautopfs, links ist das historische Hammerwerk zu sehen (2024).

Der Blautopf ist die Karstquelle der Blau, eines Nebenflusses der Donau. Er ist bekannt für die je nach Lichteinfall mehr oder weniger intensive, aber immer auffallend blaue Farbe seines Wassers. 

## Lage
Der Blautopf liegt am Ostrand der Schwäbischen Alb im Norden der Stadt Blaubeuren, 16 Kilometer westlich von Ulm. Über die Quelle fließt das Karstwasser der früher Blauhöhle genannten Blautopfhöhle im Blauhöhlensystem sowie das der Hessenhauhöhle ab. Der Wasserspiegel des Blautopfs liegt auf 512 m ü. NHN.
Die Quelle ist Ursprung und Namensgeber des Flusses Blau, der vom Blautopf aus stark mäandernd das Blautal nach Osten über Gerhausen und Blaustein entwässert und Ulm zufließt. Über diverse Kanäle auf dem Ulmer Stadtgebiet erreicht die Blau im Bereich der innerstädtischen Donauwiese nach rund 22 Kilometern auf einer Höhe von 466 m ü. NHN die Donau.
Die Schüttung der Quelle schwankt sehr stark mit den Niederschlägen. Zwischen mindestens 250 I/s, im Mittel 2.280 I/s und höchstens bei 32.670 I/s. Nach ihrer mittleren Schüttung ist es hinter dem Aachtopf die zweitgrößte Karstquelle der Schwäbischen Alb und die zweitgrößte Einzelquelle Deutschlands. Das Einzugsgebiet des Blautopfs beträgt etwa 160 Quadratkilometer.
Der hohe Wasserdruck hat im Laufe der Zeit einen trichterförmigen Quelltopf – mit einem Durchmesser von etwa 40 Metern an der Oberfläche ausgespült, der bis in eine Tiefe von 21 Metern reicht. Die bekannte Eigenfarbe stammt von reinem Wasser bei mehreren Metern Schichtdicke (siehe Eigenschaften des Wassers). Sie entsteht durch eine Absorptionsbande am roten Ende des sichtbaren Spektrums (um 770 nm), die auf eine Kombinationsschwingung des Wassermoleküls zurückgeht.
Durch die Lage in der Tourismusregion Schwäbische Alb/Ulm und die intensive Farbe erlangte der Blautopf über die vergangenen Jahrzehnte einen gewissen Bekanntheitsgrad. Geschätzt zieht der Blautopf jährlich zwischen 300.000 und 500.000 Besucher an. Per Fahrrad ist der Blautopf über einen Abstecher vom Donauradweg zu erreichen.

## Geologie
Der Blautopf ist eine Karstquelle, was bedeutet, dass hier Wasser wieder an die Oberfläche tritt, das in einem größeren Gebiet versickert ist. Dieses Karstgebiet besitzt nur einen unterirdischen Wasserabfluss, es gibt keine oberirdischen Gewässer.
Das Wasser hat im Laufe von Hunderttausenden von Jahren ein großes Höhlensystem geschaffen. Das Blauhöhlensystem besteht aus der Blautopfhöhle und der Vetterhöhle. Die Blautopfhöhle wurde bis Mitte der 1980er Jahre unter anderem von Jochen Hasenmayer erforscht. Am 23. September 2006 entdeckten Jochen Malmann und Andreas Kücha von der Arbeitsgemeinschaft Blautopf in der Blauhöhle eine riesige Halle, die sie Apokalypse nannten. Während die ersten 1200 Meter der Blauhöhle noch wassergefüllt sind, ist die Apokalypse trocken und stellt mit ihrer Größe (170 Meter Länge, 50 Meter Breite, 50 Meter Höhe) eine Besonderheit in dieser Region dar. Im April 2010 wurde mit einer 17 Meter tiefen Bohrung direkt neben der Bundesstraße 28 zum ersten Mal ein trockener, jedoch nur Höhlenforschern zugänglicher Landweg in das Blautopfhöhlensystem geschaffen.
Bei einem Markierungsversuch am 21. April 2012 konnte eine hydraulische Verbindung zwischen der Hessenhauhöhle und dem Blauhöhlensystem nachgewiesen werden. Der Blautopf ist seit 2019 als bedeutendes Geotop und Geopoint des UNESCO Geopark Schwäbische Alb ausgezeichnet.

## Tauchen im Blautopf
1880 stieg der erste Helmtaucher in den Blautopf. Der Grund wurde erst 1957 von einem Taucher erreicht.
Der Einstieg in die Blauhöhle liegt in einer Wassertiefe von etwa 21 Metern und kann deshalb nur von gut ausgebildeten Höhlentauchern befahren werden.
Mehrere Tauchunfälle unter Hobbytauchern, darunter auch tödliche, veranlassten die Gemeinde Blaubeuren, den Blautopf seit den 1980er Jahren für Taucher zu sperren. Sondergenehmigungen haben Einsatztaucher der Wasserrettung wie jene von der DLRG, dem Verein für Höhlenkunde München e. V. (VHM München), der Arbeitsgemeinschaft Blautopf der HFGOK (Höhlenforschungsgruppe Ostalb Kirchheim) und einer Gruppe Höhlenforscher um Jochen Hasenmayer. Der letzte schwere Unfall ereignete sich 2003, als ein Mitglied des Hasenmayer-Teams nur noch tot geborgen werden konnte.
Das Tauchen im Blautopf spielt eine Rolle in dem Thriller Rotkäppchens Traum von Max Bentow und in dem Kriminalroman Bienzle und die schöne Lau von Felix Huby, der auch im Rahmen der Fernsehreihe Tatort verfilmt wurde.

## Sehenswertes

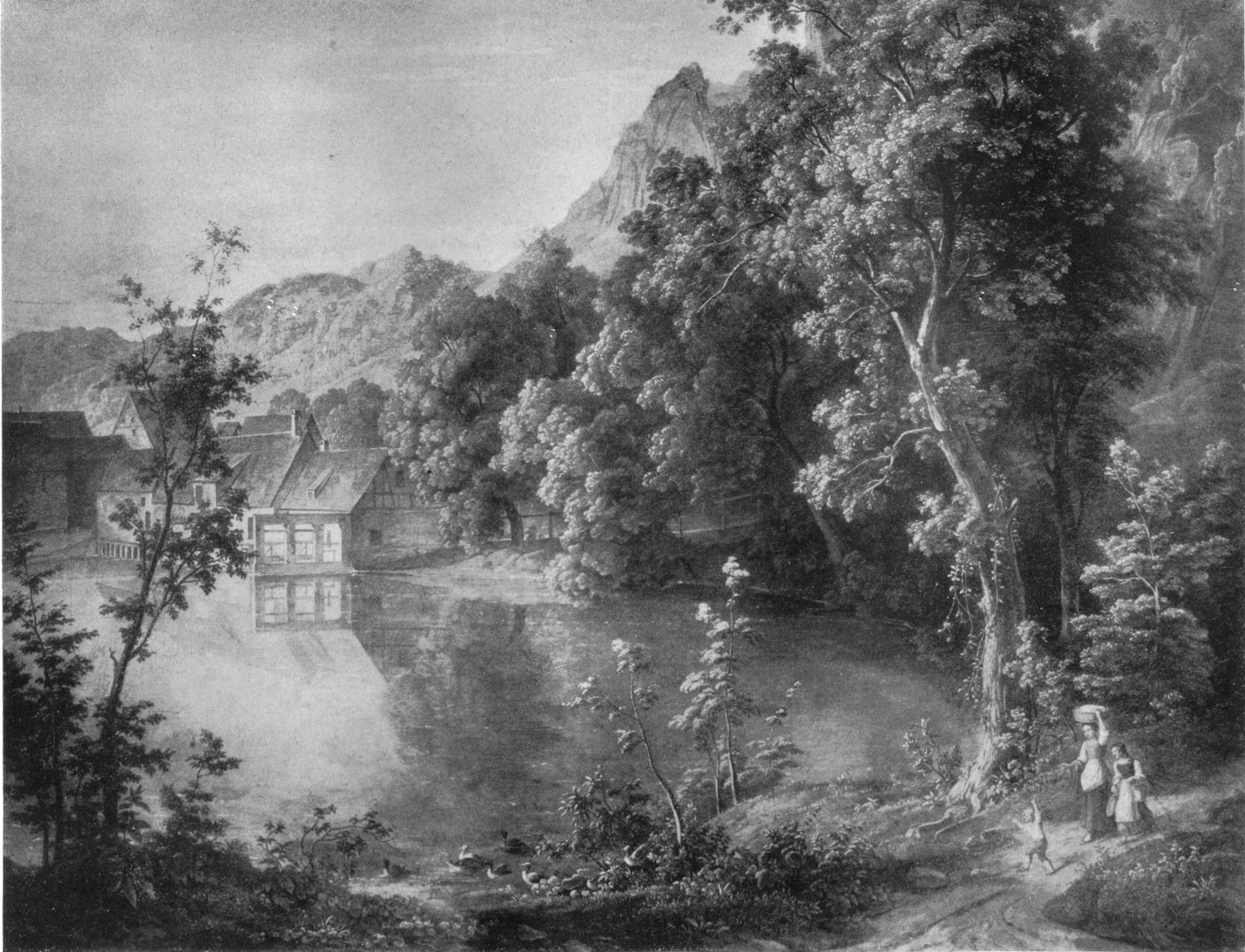
Der Blautopf mit Hammerwerk in einer Ansicht um 1840 von Gottlob Friedrich Steinkopf

Am Blautopf gibt es ein Hammerwerk, das vom Wasser der Quelle angetrieben wird.
Im Jahre 1804 erhielt der Huf- und Waffenschmied Abraham Friedrich von der Stadt Blaubeuren die Genehmigung für eine Hammerschmiede mit Schleiferei. Die Hammerschmiede wurde bis 1889 in ihrer ursprünglichen Art betrieben. Anschließend wurde sie in eine mechanische Werkstatt umgestaltet, die bis 1956 funktionstüchtig war. Danach war das Blautopfhaus nur noch ein Abstellraum für die Stadt Blaubeuren.
Anfang der 1960er Jahre besann man sich auf die Tradition des Blautopfhauses und hatte die Absicht, diese attraktiv zu machen. Auf der Suche nach einer Hammerschmiede fand man in Bad Oberdorf (Allgäu) eine geeignete Einrichtung. Nach dem Ausbau des Blautopfhauses wurde die Hammerschmiede in zweijähriger Arbeit eingebaut. Seit Mitte der 1960er Jahre kann sie in ihrer ursprünglichen Funktion wieder besichtigt werden.

## Legenden

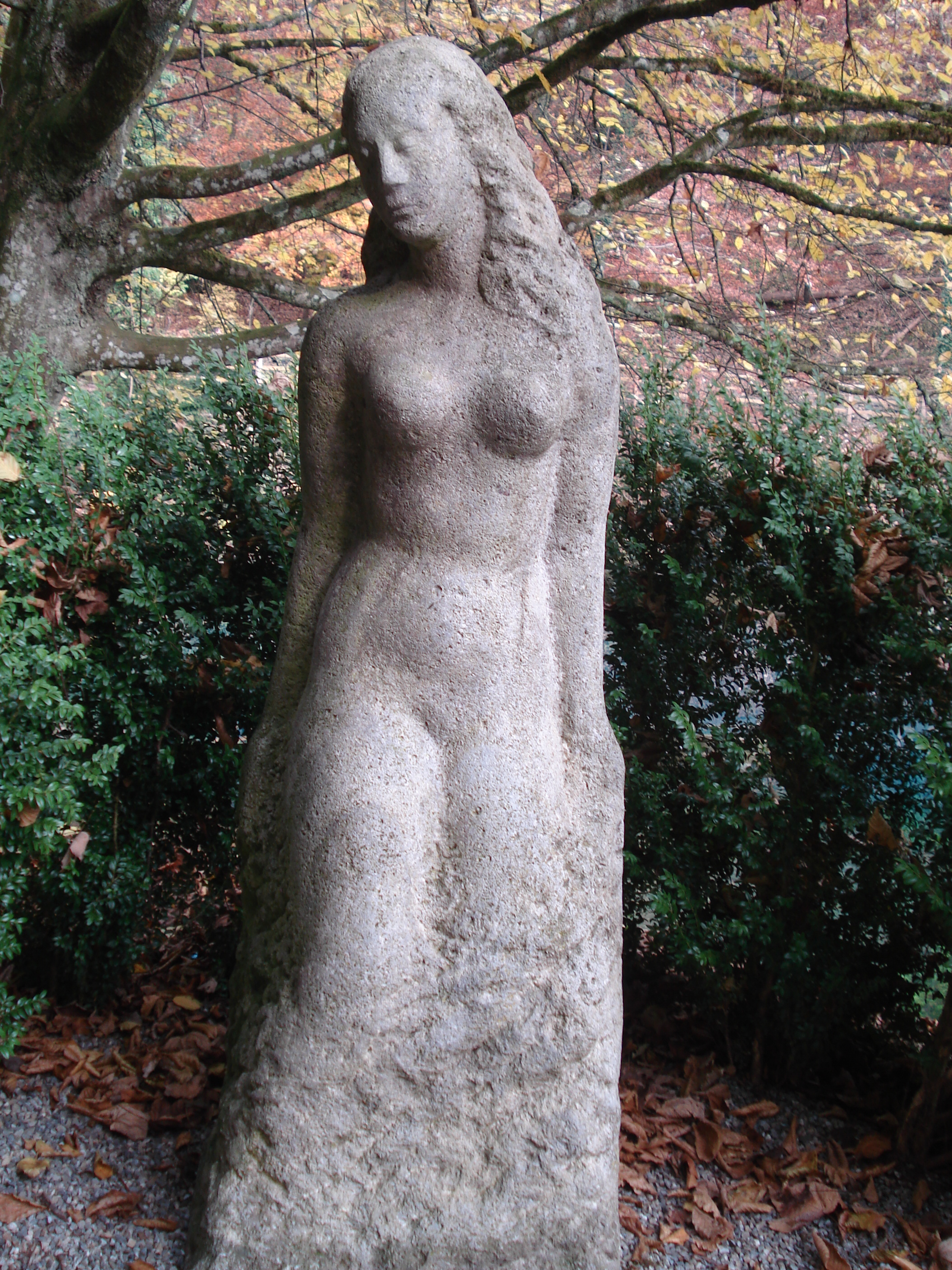
Die schöne Lau am Blautopf, Skulptur von Fritz von Graevenitz

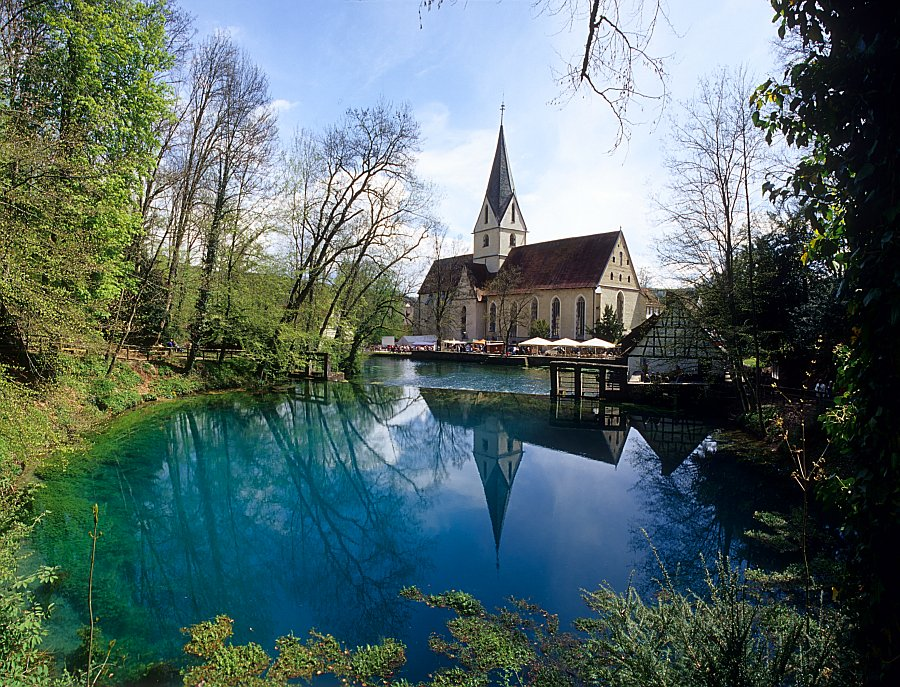
Quelltopf mit Kloster Blaubeuren

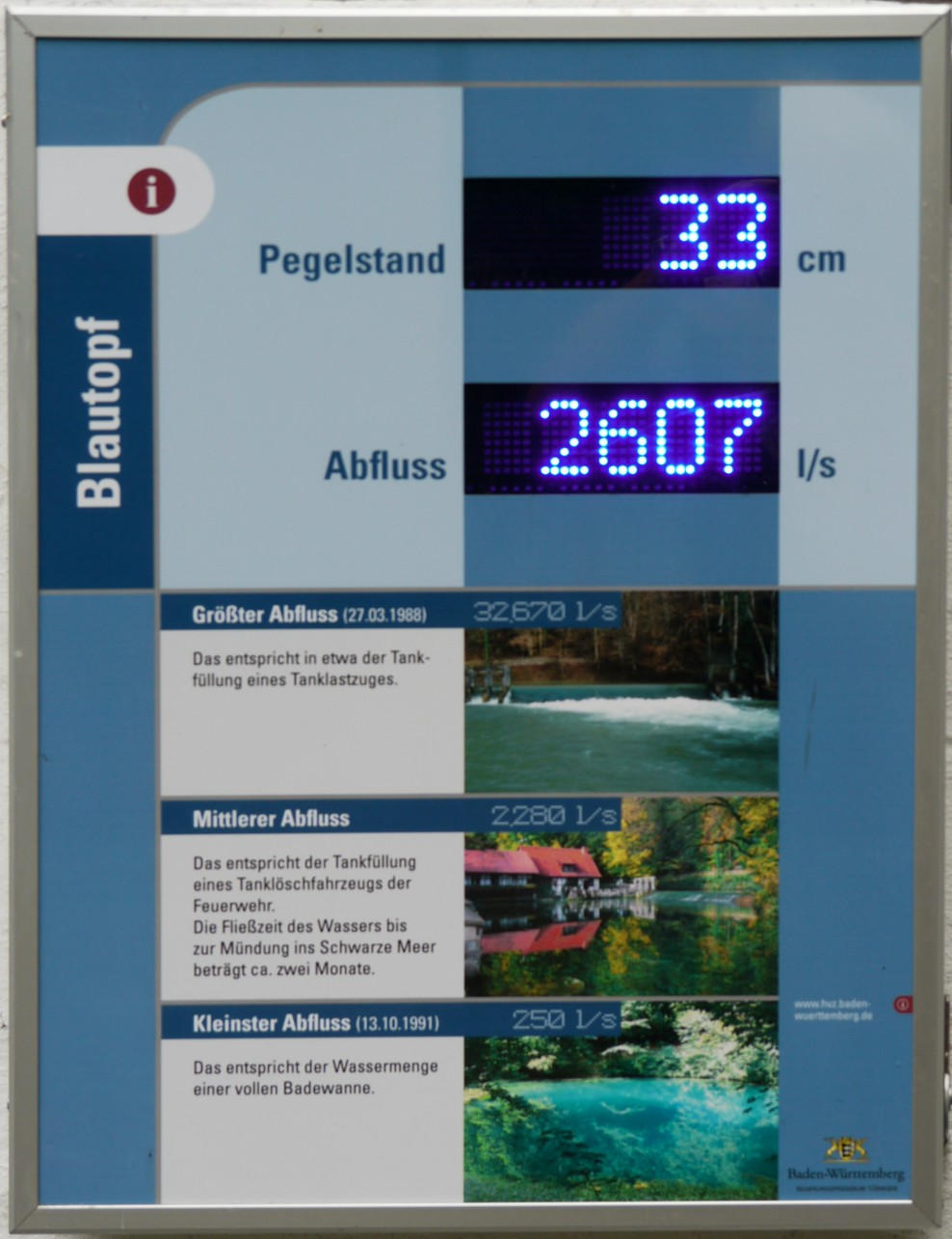
Anzeige der aktuellen Werte an der Quelle

Der Blautopf ist ein Ort der Sagen und Legenden. So wurde die Wasserfärbung einst dadurch erklärt, dass täglich ein Fass voll Tinte hineingeschüttet würde. Im Volksglauben galt der Blautopf als bodenlos. Versuche, mit einem Bleilot die Tiefe zu ermitteln, sollen immer wieder von einer Nixe vereitelt worden sein, die das Gewicht stahl. In Anlehnung an diese Sage gibt es unweit des Blautopfs einen Felsen mit dem Namen „Klötzle Blei“. Und auch ein bekannter schwäbischer Zungenbrecher wird gerne den Kindern in der Umgebung erzählt:
’S leit a Kletzle Blei bei Blaubeira glei,
bei Blaubeira glei leit a Kletzle Blei.
Hochsprachlich lautet das etwa:
Es liegt ein Klötzlein Blei gleich bei Blaubeuren,
gleich bei Blaubeuren liegt ein Klötzlein Blei.
Tatsächlich wurde bereits 1718 nach einer Lotung die Tiefe mit 62½ Fuß (ca. 19 Meter) recht genau angegeben.
Die Geschichte Das Stuttgarter Hutzelmännlein von Eduard Mörike gibt diese und andere Sagen in einer Binnenerzählung wieder, eingebettet in die Rahmenerzählung eines Wandergesellen, der über die Alb nach Blaubeuren zieht. Ganz besonders ausführlich wird die Geschichte von der Schönen Lau erzählt, der Tochter einer Menschenfrau und eines Wassernix aus dem Schwarzen Meer, die von ihrem Gemahl, dem Donaunix, in den Blautopf verbannt wurde, weil sie nicht lachen konnte und ihm nur tote Kinder gebar. Sie sollte erst zurückkehren und ein lebendiges Kind gebären, wenn sie fünfmal gelacht hatte. Dabei half ihr die Wirtin des Nonnenhofs.
Die Geschichte der Schönen Lau wird auch lose in einer Folge von Tatort von 1993 ("Bienzle und die schöne Lau") aufgearbeitet.

## Umbaumaßnahmen 2024–2028
2016 entschied sich der Gemeinderat von Blaubeuren für eine Umgestaltung des Areals. Nach einer städtebaulichen Bestandsaufnahme sowie der Identifizierung der Gestaltungs- und Nutzungsanforderungen wurden in einem Beteiligungsprozess von November 2016 bis Juli 2017 Ideen und Anliegen der Bürgerschaft gesammelt sowie erste Vorschläge für die zukünftige Gestaltung des Blautopfareals entwickelt. 2019 wurde das Projekt ins Sanierungsprogramm der Stadt aufgenommen, 2021 ein städtebaulicher Ideen- und Realisierungswettbewerb durchgeführt.
Für die Umbaumaßnahmen im Zeitraum von 2024 bis 2028 wurde der Zugang zum Blautopf am 26. August 2024 gesperrt. Während der Sanierungsphase werden die teils denkmalgeschützten Gebäude des Geländes gesichert und renoviert sowie das Wehr im Bereich des Abflusses neu gebaut. Außerdem sollen die Wege entlang des Blautopfs barrierefrei und die Zufahrtsstraßen zum Blautopf neu gestaltet werden. Ziel der Umbaumaßnahmen sind außerdem, das Wasser des Blautopfs im Bereich zwischen Quelle und Kirche über Terrassen besser zugänglich zu machen.
Insgesamt sind zwölf Bauabschnitte vorgesehen. Einige Bäume am Hang wurden schon vor der Sperrung am 26. August 2024 gefällt und durch Hubschrauber abtransportiert. Die Baumaßnahmen verursachen Kosten in der Höhe eines mittleren zweistelligen Millionenbetrags, wobei rund 40 Prozent der Kosten von der Stadt Blaubeuren getragen werden.
Es war im August 2024 vorgesehen, den Zugang zum Blautopf im Dezember 2028 wieder zu öffnen. Nach heftigen Protesten unter anderem aus der Gastronomie- und Tourismusbranche hat die Stadt Blaubeuren dafür gesorgt, dass ihr Haupttouristenmagnet wieder rund um die Uhr zugänglich ist - trotz der Bauarbeiten. Seit 15. Januar 2025 sind zwei Behelfsbrücken für den Besucherverkehr dauerhaft geöffnet.

## Filme
- Mythos Blautopf – Expedition ins Dunkel. Dokumentarfilm, Deutschland, 2007, 43 Minuten, Regie: Claus Hanischdörfer, Produktion: Eikon Südwest GmbH, ZDF und Arte, Inhaltsangabe
- Tauchflug ins kalte Herz der Alb – Jochen Hasenmayers Vorstoß in die Tiefen der Blauhöhle. Dokumentarfilm, Deutschland, 1985, 65 Minuten, Regie: Jochen Hasenmayer und Frank Westphal
- Tatort: Bienzle und die schöne Lau Spielfilm, Deutschland, 1993, 83 Minuten, Buch: Felix Huby und Werner Zeindler, Regie: Hartmut Griesmayr, Produktion: Süddeutscher Rundfunk, Erstsendung: 28. März 1993, Inhaltsangabe